# Sphaenorhynchus lacteus
Sphaenorhynchus lacteus es una especie de anfibio anuro de la familia Hylidae.

## Distribución geográfica
Esta especie habita hasta 300 m de altitud en la cuenca del Amazonas en Brasil, Bolivia, Perú, Ecuador, Colombia, Venezuela, Guayana Francesa, Suriname, Guyana y en la isla Trinidad.

## Publicaciones originales
- Daudin, 1800 : Histoire naturelle des quadrupèdes ovipares[5]
- Rivero, 1969 : A new name for Sphaenorhynhus aurantiacus (Daudin) (Amphibia: Salientia). Copeia, vol. 1969, n.º 4, p. 700-703.